# Буенос-Айрес (провінція)
Буе́нос-А́йрес (ісп. Buenos Aires) — найбільша за площею та населенням провінція Аргентини. Знаходиться східній частині країни, межує з провінціями Ентре-Ріос і Санта-Фе на півночі та Кордовою, Ла-Пампою і Ріо-Негро — заході, на півдні і сході омивається Атлантичним океаном, а на північному сході — водами річки Ла-Плата. Столиця провінції — місто Ла-Плата.

## Географія

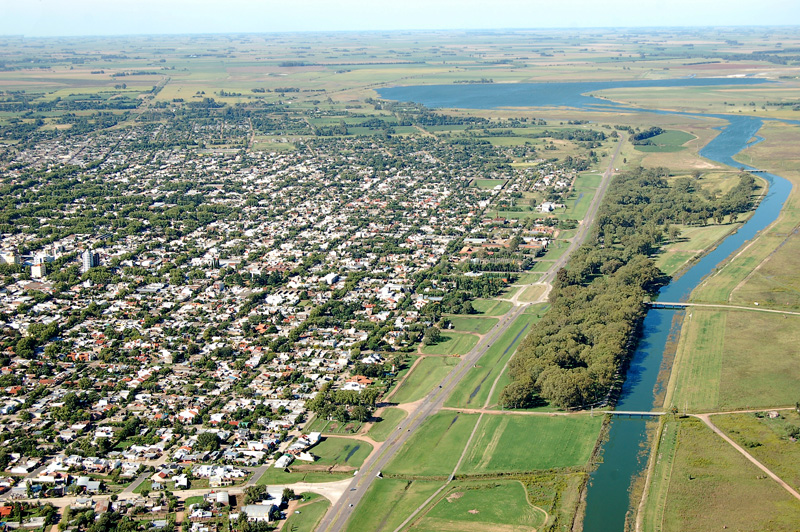
Ріо-Саладо

Більша частина провінції розташована на низинній рівнині Пампи. На півдні піднімаються хребти Сьєрра-дель-Танділь (506 м) та Сьєрра-де-ла-Вентана (1243 м). На півдні і сході провінція омивається Аргентинським морем
Клімат субтропічний, теплий і вологий на сході, більш посушливий та прохолодний на заході. Пересічні місячні температури від 7-9 °C взимку до 19-24 °C влітку. Опадів 1000 мм за рік на сході та 250 мм за рік на заході та південному заході, де бувають сильні посухи. Переважають східні та південно-східні вітри (Судестада) у холодну пору року і південний вітер Памперо у теплі місяці.
У провінції Буенос-Айрес знаходиться велика кількість озер. Річки провінції, за винятком Парани (нижня течія на півночі провінції), короткі та маловодні. Найважливішими річками провінції є Парана і її продовження естуарій Ла-Плата, Ріо-Колорадо, Ріо-Негро, Ріо-Саладо, Матанса-Ріачуело.
Степова злакова рослинність збереглась невеликими ділянками на чорноземних родючих ґрунтах.

## Адміністративний поділ

Округи провінції Буенос-Айрес

На відміну від решти провінцій Аргентини, провінція Буенос-Айрес поділяється на округи (ісп. partido), а не департаменти. Останнім отримав статус округа Лесама 22 грудня 2008 року, відтак загальна кількість округів становить 135. 24 округи провінції входять до міської агломерації Великий Буенос-Айрес.
2010 року було запропоновано проект реорганізації адміністративного устрою провінції Буенос-Айрес. Запропоновано замість округів поділити її на дев'ять регіонів.

## Історія
Історія провінції починається з заснування Педро де Мендосою міста Буенос-Айрес 2 лютого 1536 року, яке згодом перетворилося на столицю однойменного губернаторства і віце-королівства Ріо-де-ла-Плата. Велика кількість земель від столиці і до Коррієнтеса була розвідана і заселена зусиллями Хуана де Гарая, який також організував тут вирощування худоби. Першими підприємствами провінції були солильні і вовнопрядильні.

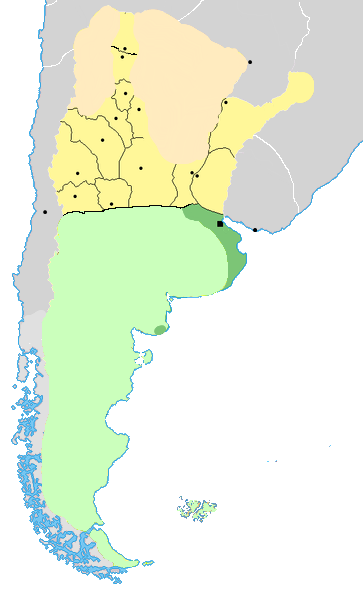
Темно зеленим кольором показана територія провінції Буенос-Айрес до 1861 року, а світло-зеленим — та, на яку вона претендувала

16 лютого 1820 року провінція Буенос-Айрес оголосила про свою автономія. Першим губернатором було призначено Мануеля де Сарратеа. Територія, на яку претендувала провінція, простягалася від міста Буенос-Айрес до Анд на заході і до Патагонії на півдні. Водночас під контролем влади була лише 60-кілометрова зона навколо столиці. Губернатор Хуан Грегоріо де Лас Ерас погодився на приєднання території провінції Буенос-Айрес до решти країни. Таким чином була утворена конфедерація Об'єднані провінції Ріо-де-ла-Плати, президентом якої у 1826 році став Бернардіно Рівадавія. Того ж року місто Буенос-Айрес було законодавчо відділено від решти провінції в окрему територіальну одиницю — федеральний округ.
Аргентино-бразильська війна і неприйняття конституції 1826 року спровокували в Аргентині громадянську війну і прихід до влади Хуана Лавальє. 1829 року владу захопив Хуан Мануель де Росас, за часів правління якого провінція Буенос-Айрес здобула вищий статус за решту провінцій країни. 11 вересня 1852 року провінція Буенос-Айрес оголосила себе незалежною державою, повернути її до складу Аргентини вдалося лише 1862 року Бартоломе Мітре, тоді ж місто Буенос-Айрес стало столицею країни.
1880 року президент Ніколас Авельянеда домігся відокремлення Буенос-Айресу від решти провінції. 1 травня 1882 року столицю провінції було перенесено до міста Ла-Плата.
1884 року було створені національні території Ла-Пампа, Ріо-Негро, Неукен, Чубут, Санта-Крус, Вогняна Земля, котрі зайняли землі, на які раніше претендувала провінція Буенос-Айрес.
Наприкінці XIX ст. значний поштовх для промисловості провінції дало проведення залізниці. Завдяки цьому почав швидко розвиватися південь провінції, а порт Баїя-Бланки здобув важливе економічне і геополітичне значення.
У 1930-х роках розпочалася криза в Аргентині й, особливо, провінції Буенос-Айрес, яка отримала назву Безславна декада. Після приходу до влади Перона в Аргентині розпочався процес значної внутрішньої міграції, в результаті якої велика частина сільського населення переселилася у міста, у першу чергу столицю і її околиці, завдяки чому утворилася міська агломерація Великий Буенос-Айрес. У цей же час швидкими темпами розвивалася промисловість, було збудовано газопровід Комодоро-Рівадавія — Буенос-Айрес, побудовано національні автотраси № 2 і 3, розширено освітню мережу.
Період з 1955 по 1983 роки відзначався нестабільністю у провінції: за цей час змінилося більше 40 губернаторів.
Конституційна реформа 1994 року, яка відновила прямі вибори, призвела до зростання політичного впливу провінції, оскільки на неї приходиться найбільша частка населення країни.

## Економіка
Це найбільш економічно розвинена та урбанізована провінція Аргентини. Тут та у Федеральному окрузі сконцентрована майже половина населення країни, приблизно 70 % виробництва обробної промисловості (головним чином навколо столиці та в нижній течії річки Парани), приблизно 50 % виробництва продукції тваринництва та майже 30 % — рослинництва (в тому числі 50 % збору зернових). Також провінція є одним з найважливіших туристичних регіонів країни.
ВВП провінції становить 565,5 млн. песо, тобто 38,5 % від ВВП Аргентини.

### Промисловість
У провінції Буенос-Айрес знаходиться найбільша кількість промислових підприємств у країні. До 1930-х років вона була основним районом розвитку промисловості Аргентини.
В обробній промисловості провідне місце займають машинобудування та металообробка, особливо автомобілебудування. На автомобілезбиральних заводах і на підприємствах по виробництву транспортних засобів працює близько 15 % всіх зайнятих в обробній промисловості.
Значна питома вага харчової (м'ясної, консервної, борошномельної), текстильної, швейної, шкіряно-взуттєвої, деревообробної та інших традиційних галузей промисловості.
В місті Сан-Ніколас-де-лос-Аройос розташований найбільший в країні металургійний комбінат, а у місті Баїя-Бланка — найбільший нафтопереробний завод. Розвинені також хімічна та целюлозно-паперова промисловості.
В місті Ліма знаходиться перша в Латинській Америці атомна електростанція, збудована 1974 року, потужністю до 320 тис. кВт.

### Сільське господарство

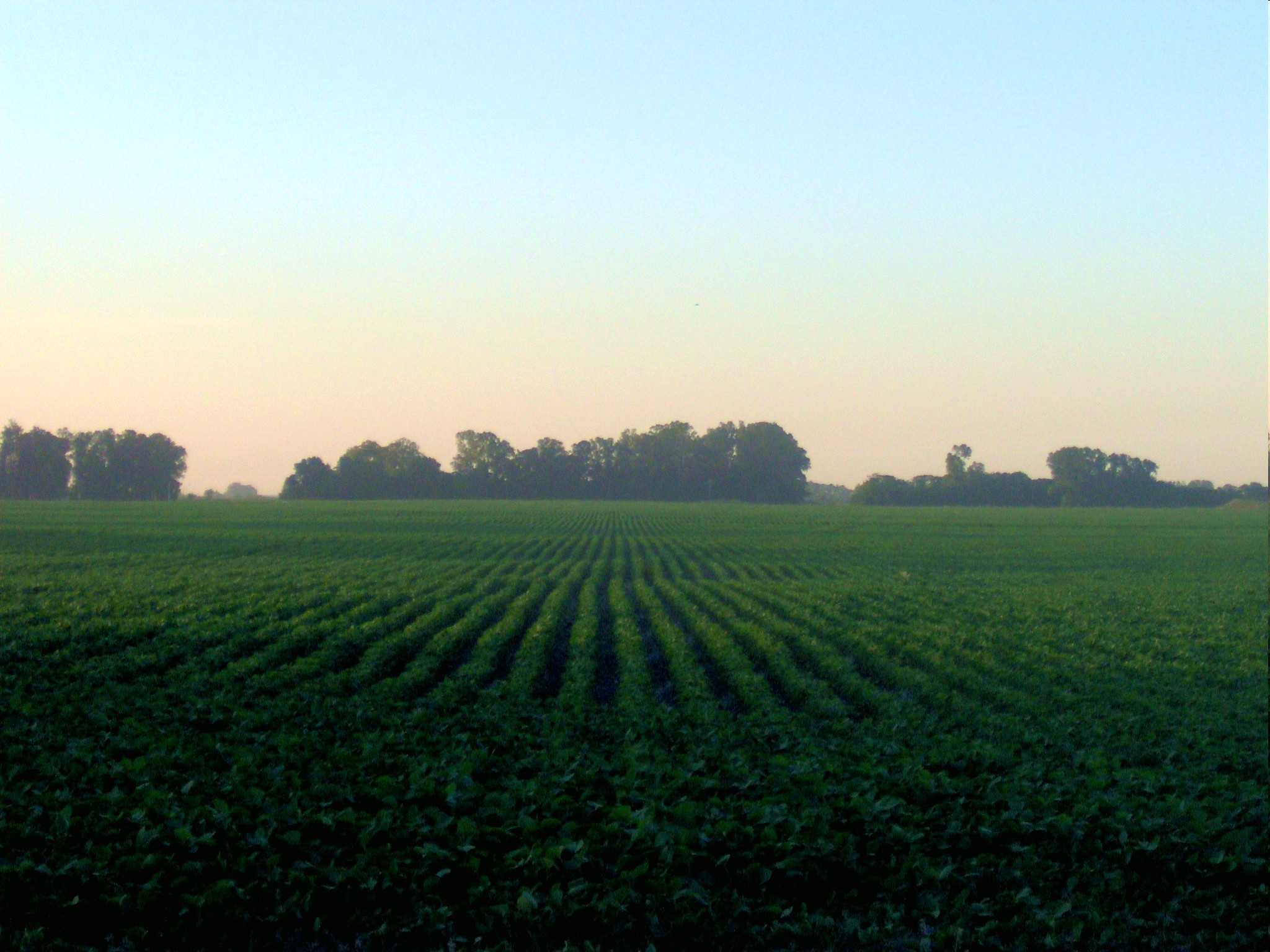
Вирощування сої у провінції Буенос-Айрес

Загальна площа сільськогосподарських угідь — 30 млн га, з них майже 50 % у великих господарствах розміром 1 000 га і більше та 25 % — у господарствах від 400 до 1 000 га кожне.
Головні галузі сільського господарства — скотарство м'ясного напрямку на природних і штучних пасовищах (поголів'я великої рогатої худоби — 18,7 млн. — 1 місце по країні) та зернове господарство. Розвинене також вівчарство (16,2 млн голів), свинарство (1,1 млн голів). Найважливішими продуктами рослинництва є пшениця, кукурудза, соняшник і соя. У місті Меданос розвинуте виноробство.
Навколо міста Буенос-Айрес — район приміського молочного тваринництва, овочівництва та садівництва, який постачає столицю продуктами.

### Транспорт
В провінції найгустіша в країні сітка залізничних ліній та автомобільних шляхів. Значно розвинений річковий та морський транспорт. Головні порти — Сан-Ніколас, Баїя-Бланка, Ла-Плата. У провінції знаходиться понад 100 аеропортів, серед яких 26 мають злітно-посадкову смугу із штучним покриттям, 10 є державними, 3 міжнародного значення — Міністро Пістаріні (Есейса), Сан-Фернандо, Астор П'яццола (Мар-дель-Плата).

## Освіта
| Освіта у провінції Буенос-Айрес (2009) | Освіта у провінції Буенос-Айрес (2009) | Освіта у провінції Буенос-Айрес (2009) | Освіта у провінції Буенос-Айрес (2009) |
| Рівень                                 | Навчальних закладів                    | Учнів                                  | Працівників                            |
| -------------------------------------- | -------------------------------------- | -------------------------------------- | -------------------------------------- |
| Дошкільні                              | 5 116                                  | 665 512                                | 45 278                                 |
| - державні                             | 3 102                                  | 390 845                                | 27 201                                 |
| - приватні                             | 2 014                                  | 274 667                                | 18 077                                 |
| Початкові                              | 5 915                                  | 1 640 643                              | 87 543                                 |
| - державні                             | 4 339                                  | 1 072 569                              | 63 028                                 |
| - приватні                             | 1 576                                  | 568 074                                | 24 515                                 |
| Середні                                | 5 597                                  | 1 340 351                              | 48 312                                 |
| - державні                             | 3 275                                  | 902 800                                | 36 648                                 |
| - приватні                             | 2 322                                  | 437 551                                | 11 664                                 |
| Вищі                                   | 581                                    | 169 318                                | 4 595                                  |
| - державні                             | 267                                    | 103 332                                | 3 477                                  |
| - приватні                             | 314                                    | 65 986                                 | 1 118                                  |